# Homebrew (gerenciador de pacotes)

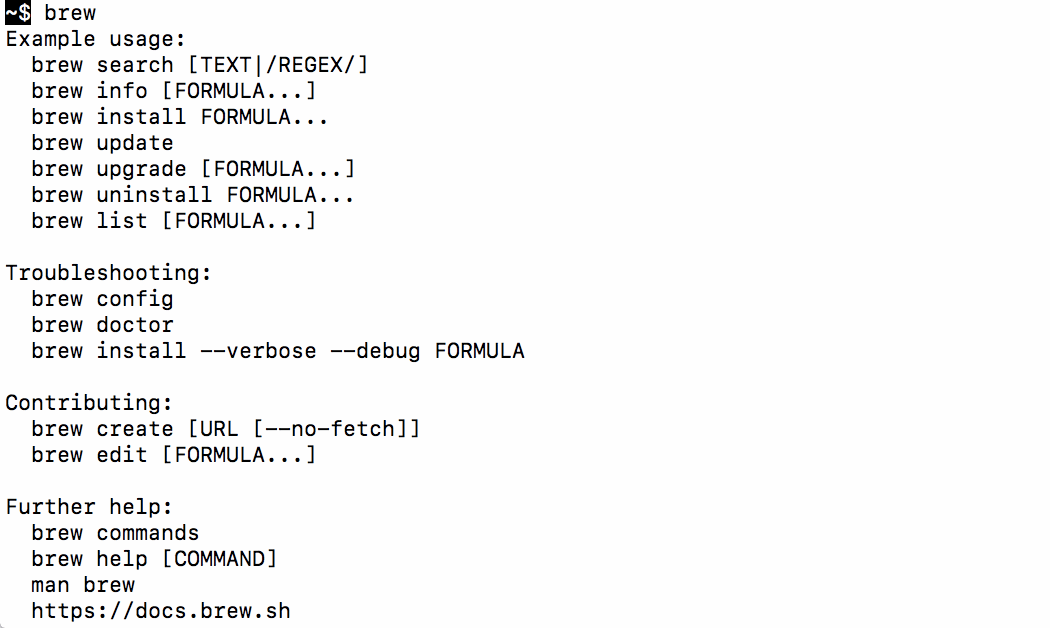
Uso da ferramenta Homebrew em um terminal

Homebrew é um sistema de gerenciamento de pacotes de software gratuito e de código aberto que simplifica a instalação de software no sistema operacional da Apple, macOS, bem como no Linux. O nome pretende sugerir a ideia de construir software no Mac de acordo com o gosto do usuário. Originalmente escrito por Max Howell, o gerenciador de pacotes ganhou popularidade na comunidade Ruby on Rails e ganhou elogios por sua extensibilidade. Homebrew foi recomendado por sua facilidade de uso, bem como por sua integração na interface de linha de comando. Homebrew é um projeto sem fins lucrativos, membro da Software Freedom Conservancy, e é administrado inteiramente por voluntários não remunerados.